# Autriche aux Jeux olympiques d'été de 1960
L'équipe olympique d'Autriche participe aux Jeux olympiques d'été de 1960 à Rome. Elle y remporte deux médailles : une en or et une en argent se situant à la 18e place des nations au tableau des médailles. L'athlète Herbert Wiedermann est le porte-drapeau d'une délégation autrichienne comptant 103 sportifs (82 hommes et 21 femmes).